# Ortónimo
Es el nombre propio del escritor que crea heterónimos (personajes ficticios de los cuales se valen ciertos autores para crear su obra literaria). Por ejemplo, Fernando Pessoa tiene varios heterónimos (cada uno con su propia individualidad definida), mas cuando se le llama ortónimo, nos referimos a Fernando Pessoa.
Según un artículo de María del Rosario Chacón Ortega,
Una de las ventajas de la heteronimia, radica en que el poeta puede expresarse a través de otras voces sin dejar de ser él, el ortónimo.